# Rohozov
Rohozov je malá vesnice, část obce Chyšky v okrese Písek v Jihočeském kraji. Nachází se asi 2,5 kilometru jižně od Chyšek. Rohozov je také název katastrálního území o rozloze 1,57 km².

## Historie
První písemná zmínka o vesnici pochází z roku 1383. Osada patřila k majetku pánů na Střítež. Ve 14. století se připomíná Budilov z Rohozova. Po jeho úmrtí přešla ves dědictvím na Čáslava z Rohozova a jeho sestry. V 16. století zde býval jeden nájemný statek a dvorec s ovčínem a pivovarem. V roce 1930 zde žilo 64 obyvatel a bylo zde 9 domů.

## Obyvatelstvo
| Rok            | 1869 | 1880 | 1890 | 1900 | 1910 | 1921 | 1930 | 1950 | 1961 | 1970 | 1980 | 1991 | 2001 | 2011 | 2021 |
| -------------- | ---- | ---- | ---- | ---- | ---- | ---- | ---- | ---- | ---- | ---- | ---- | ---- | ---- | ---- | ---- |
| Počet obyvatel | 71   | 77   | 81   | 67   | 73   | 72   | 64   | 29   | 25   | 23   | 16   | 11   | 4    | 2    | 1    |
| Počet domů     | 9    | 9    | 9    | 9    | 9    | 9    | 9    | 8    | 6    | 6    | 5    | 6    | 7    | 7    | 7    |

## Obecní správa
Při sčítání lidu v letech 1850–1961 Rohozov byl osadou obce Střítež v okrese Milevsko. Od roku 1962 je částí obce Chyšky v okrese Písek.

## Pamětihodnosti
- Výklenková kaple zasvěcená korunování Panny Marie se nachází u komunikace do Podchýšské Lhoty. Pochází z doby okolo roku 1900.[9]
- Kaple na návsi je zasvěcena Panně Marii Sepekovské a pochází z konce 19. století.[10]

## Galerie

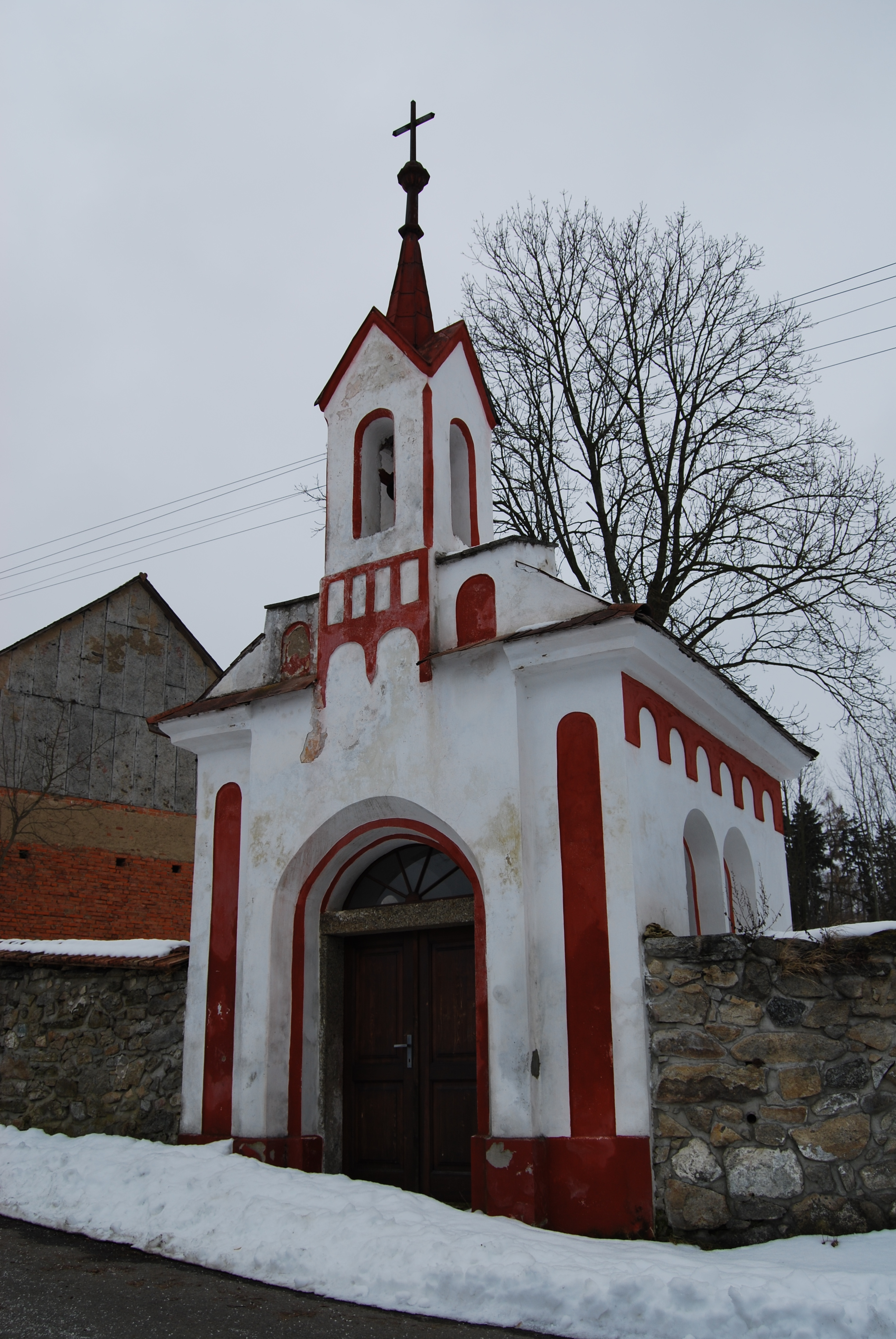
Návesní kaple
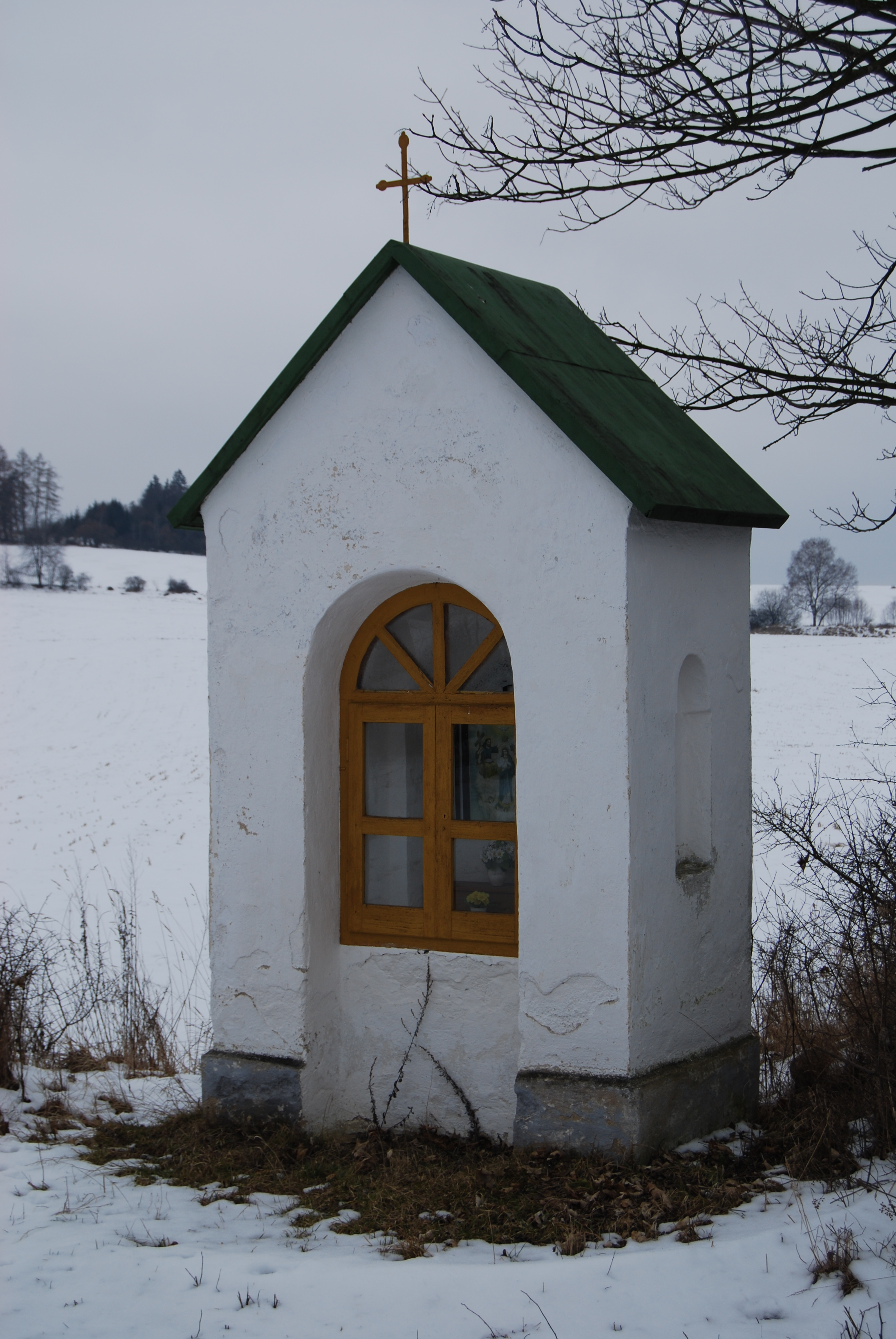
Výklenková kaple
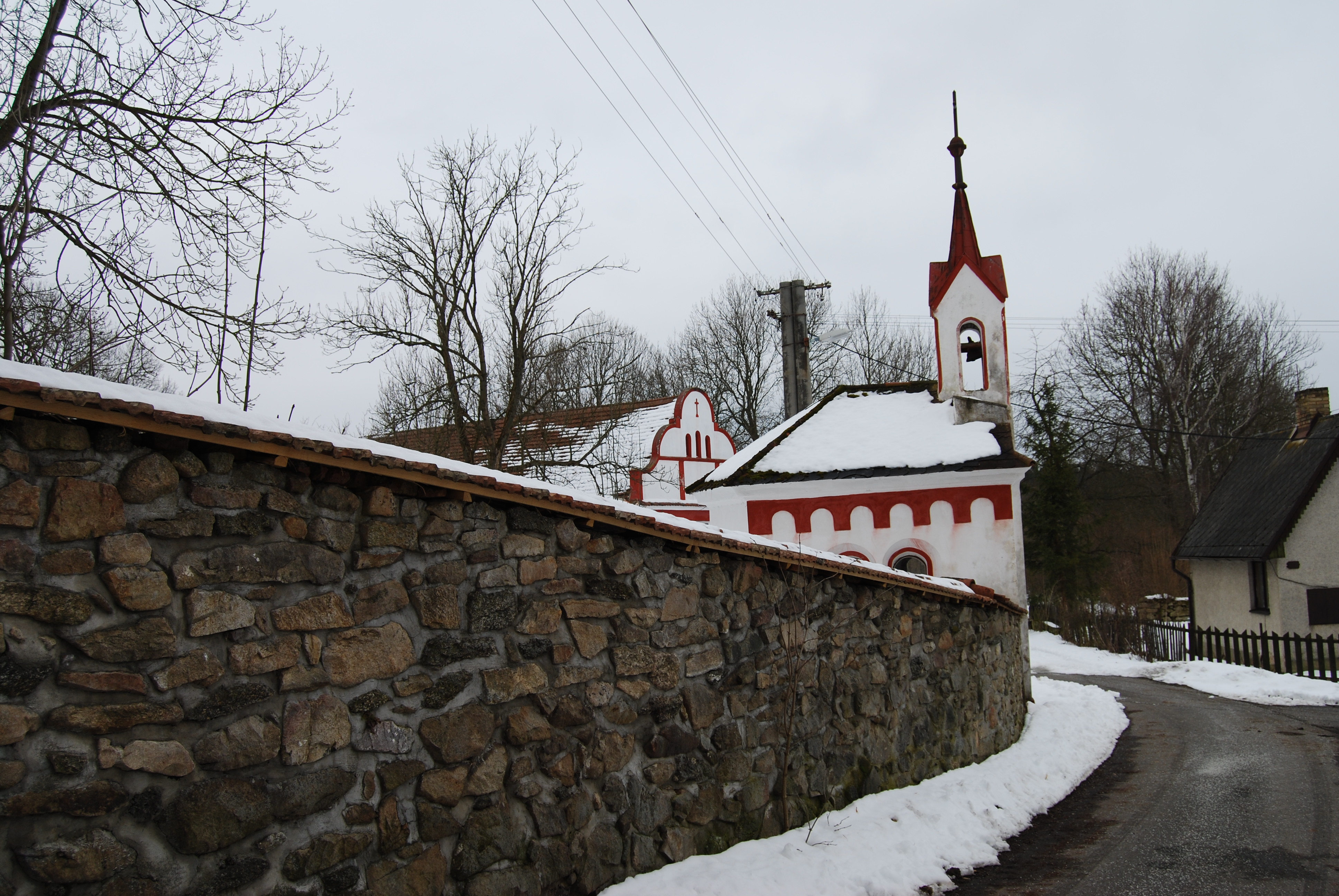
Pohled na část vsi
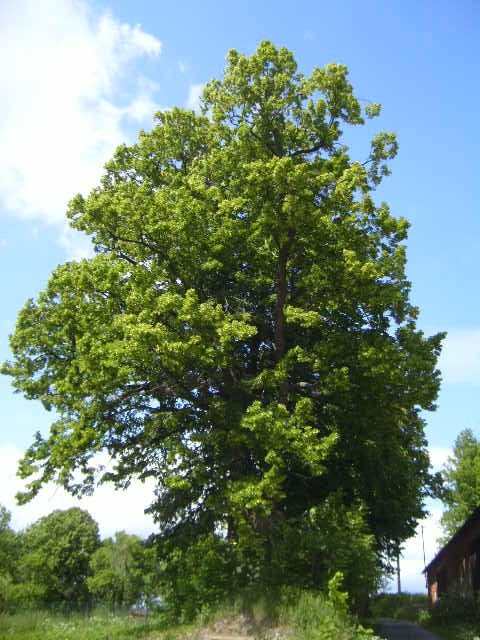
Rohozovská lípa